# 천년기 목록

## 과거
BC
- 기원전 제10천년기
- 기원전 제9천년기
- 기원전 제8천년기
- 기원전 제7천년기
- 기원전 제6천년기
- 기원전 제5천년기
- 기원전 제4천년기
- 기원전 제3천년기
- 기원전 제2천년기
- 기원전 제1천년기

AD
- 제1천년기
- 제2천년기

## 미래
- 제3천년기 (현재의 천년기)
- 제4천년기
- 제5천년기
- 제6천년기
- 제7천년기
- 제8천년기
- 제9천년기
- 제10천년기

## 같이 보기
- 제11천년기 이후 - 먼 미래를 보고 싶을 경우
- 연대 목록